# Елтай (Абайская область)
Елтай (каз. Елтай) — село в Урджарском районе Абайской области Казахстана. Административный центр и единственный населённый пункт Елтайского сельского округа. Код КАТО — 636451100.
Находится примерно в 25 км к югу от районного центра Урджар, при впадении реки Кусак в Урджар. Основано в 1930 году на месте бывшего аула Корнебай.

## Население
В 1999 году население села составляло 2507 человек (1301 мужчина и 1206 женщин). По данным переписи 2009 года, в селе проживали 1753 человека (896 мужчин и 857 женщин).